# Miguel Davis
Miguel Davis García (1966. június 18. – ) Costa Rica-i válogatott labdarúgó. 

## Pályafutása

### Klubcsapatban
1989 és 1991 között az Alajuelense játékosa volt, melynek tagjaként 1991-ben bajnoki címet szerzett. 1991 és 1992 között a Municipal Pérez Zeledón, 1992 és 1993 között a Municipal Turrialba csapatában játszott. 1995-től 1998-ig a Cartaginés labdarúgója volt. 1999-ben a Limónban fejezte be a pályafutását. 

### A válogatottban
1990 és 1994 között 9 alkalommal szerepelt az Costa Rica-i válogatottban és 1 gólt szerzett. Részt vett az 1990-es világbajnokságon, de nem lépett pályára egyetlen mérkőzésen sem.

## Sikerei, díjai
LD Alajuelense
- Costa Rica-i bajnok (1): 1990–91